# Kleine Bibliothek der Russischen Korrespondenz
Die Kleine Bibliothek der Russischen Korrespondenz  war eine deutschsprachige kommunistische Schriftenreihe, die zwischen 1920 und 1923 in nacheinander in Berlin (Verlag A. Seehof), Leipzig (Frankes Verlag Nachfolger), und Hamburg (Verlag Carl Hoym Nachf. Louis Cahnbley). veröffentlicht wurde. Die Kleine Bibliothek der Russischen Korrespondenz war der Zeitschrift Russischen Korrespondenz (Kommunistische Internationale) angeschlossen und besteht aus 51 Titel in 97 Bänden. Die Übersetzer der Texte und eventuelle Herausgeber blieben ungenannt.
Sie enthält wichtige Zeugnisse über die frühe Sowjetunion, in ihr berichteten – dem Präsidium der Deutschen Akademie der Wissenschaften zu (Ost-)Berlin zufolge – „sowjetische Parteiführer und Regierungsmitglieder über die wahren Verhältnisse in Sowjetrußland“.
Die Kleine Bibliothek der Russischen Korrespondenz sollte nicht mit den ähnlichen Reihen Kleine russische Bibliothek (Verlag Heinrich Ellermann) und die Russische Bibliothek (Drei-Masken-Verlag) verwechselt werden.

## Bände

### Verlag A. Seehof
- Bd. 1 – Alexander Schlapnikow: Die russischen Gewerkschaften. 1920. 38 Seiten.
- Bd. 2 – Karl Radek: Programm des sozialistischen Wirtschaftsaufbaus. 1920. 46 Seiten.
- Bd. 3/4 – Die Beschlüsse des IX. Kongresses der Kommunistischen Partei Russlands (Moskau, 29. März bis 4. April 1920). 1920, 71 Seiten.
- Bd. 5 – Leo Trotzki: Sowjetrussland und das bürgerliche Polen. Rede in einer Volksversammlung (Homel am 10. Mai 1920). 1920. 24 Seiten.
- Bd. 6 – Nikolai Andrejewitsch Gredeskul: Befreite Arbeit zum Problem der Arbeitsdisziplin. 1920. 38 Seiten.
- Bd. 7/10 – Solomon Abramowitsch Losowski: Die Gewerkschaften in Sowjetrussland. 1920. 111 Seiten.
- Bd. 11 – Nikolai Nikolajewitsch Golowin: Churchill als Verschwörer. Golowins Memorandum an Sasanow. 1920. 15 Seiten (Einführung und Kommentar von Robert Williams).
- Bd. 12 – Alexander Alexandrowitsch Bogdanow: Was ist proletarische Dichtung?. 1920. 31 Seiten.
- Bd. 13/14 – Wladimir Iljitsch Lenin: Erfolge und Schwierigkeiten der Sowjetmacht. Rede in Petrograd am 13. März 1919. 1920. 63 Seiten.
- Bd. 15/16 – Leo Trotzki: Die Arbeiterklasse und ihre Sowjetpolitik. 1920. 54 Seiten.
- Bd. 17 – Die Tätigkeit des allrussischen Metallarbeiterverbandes in den Jahren 1917 bis 1920. 1920. 40 Seiten.
- Bd. 18 – Die Probleme der Sowjet-Ukraine. 1920. 47 Seiten.
Inhalt: Lenin: Brief an die Arbeiter und Bauern der Ukraine. Christian Georgijewitsch Rakowski: Die Beziehungen zwischen den Sowjetrepubliken. Michail Pawlowitsch Pawlowitsch: Die Ukraine als Objekt der internationalen Gegenrevolution.
- Bd. 19/21 – Nikolai Iwanowitsch Bucharin: Der Klassenkampf und die Revolution in Russland. 1920. 104 Seiten.
- Bd. 22 – Die Verfassung (das Grundgesetz) der RSFSR. Beschluss des 5. all-russischen Sowjet-Kongressesd, angenommen in der Sitzung vom 10. Juli 1918. 1920. 32 Seiten.
- Bd. 23/24 – Lenin: Drei Kundgebungen aus dem Jahre 1918. 1920. 1920. 62 Seiten.
Inhalt: Ein Brief an die amerikanischen Arbeiter. Ein diplomatischer Notenwechsel über den weissen und roten Terror. Offener Brief an der Präsidenten der Vereinigten Staaten von Nordamerika, Herrn Woodrow Wilson.
- Bd. 25 – Lenin: An die russische Jugend. Rede auf dem 3. allrussischen Kongress des Russischen Kommunistischen Jugendverbandes. 1920. 32 Seiten.
- Bd. 26 – Viktor Markowitsch Pozner: Die Einheits-Arbeits-Schule. 1920. 32 Seiten.
- Bd. 27/28 – Abram Anikst: Organisation des Arbeitsmarktes in den ersten zwei Jahren der Sowjetherrschaft. 1920. 72 Seiten.
- Bd. 29/30 – Christian Georgijewitsch Rakowski: Die Seele des Sieges. Zur Geschichte der Roten Armee. 1920. 72 Seiten.
Beigefügt: Grigori Jewsejewitsch Sinowjew: Die Sowjetmacht und der Offiziersstand. Rede in einer Versammlung von 3000 Militärfachleuten in Petrograd, Oktober 1991.

### Frankes Verlag Nachfolger
- Bd. 31/32 – Karl Radek: Das dritte Jahr des Kampfes der Sowjetrepublik gegen das Weltkapital. 1921. 64 Seiten.
- Bd. 33 – Karl Radek: An der Schwelle der großen Aufbauarbeit in Sowjetrussland. 1921. 35 Seiten.
- Bd. 34/35 – Lenin: Die auswärtige und innere Politik Sowjetrusslands. Rede auf dem 8. Sowjet-Kongress, Dezember 1920. 1921. 55 Seiten.
- Bd. 36/37 – Iwan Iwanowitsch Skworzow-Stepanow: Über ausländische Konzessionen. 1921. 71 Seiten.
- Bd. 38 – Lenin: Die gegenwärtige Lage Sowjetrusslands. Rede auf dem 10. Kongress der KPR, Moskau, März 1921. 1921. 40 Seiten.
- Bd. 39/40 – Karl Radek: Die innere und äußere Lage Sowjetrusslands und die Aufgaben der KPR. Vortrag vor der kommunistischen Fraktion des Generalstabs der Roten Armee, 27. Februar 1920. 1921. 48 Seiten.
- Bd. 41/42 – Lenin: Das Verhältnis der Arbeiterklasse zum Bauerntum. Kontingentierung, Naturalsteuer. Rede auf dem 10. Kongress der KPR, Moskau, März 1921. 1921. 46 Seiten.
- Bd. 43 – Lew Borissowitsch Kamenew: Die Sowjetrepublik in der kapitalistischen Umzingelung. Rede auf dem Kongress der KPR, Moskau, März 1921. 1921. 31 Seiten.
- Bd. 44/45 – Alexei Iwanowitsch Rykow: Resultate der aufbauenden Tätigkeit der Sowjetregierung. 1921. 56 Seiten.
- Bd. 46 – Karl Radek: Der X. Kongress der KPR. 1921.
- Bd. 47/48 – Lenin: Über die Naturalsteuer. Die Vorbedingungen und die Bedeutung der neuen Politik Sowjet-Russlands. 1921. 71 Seiten.
- Bd. 49/50 – Andrei Sergejewitsch Bubnow: Die Hauptmomente in der Entwicklung der KPR. 1921. 78 Seiten.
- Bd. 51 – Michail Nikolajewitsch Tuchatschewski: Die Rote Armee und die Miliz. 1921. 32 Seiten.
- Bd. 52 – Alexander Winokurow: Die soziale Fürsorge in Sowjet-Russland. 1921. 30 Seiten.
- Bd. 53/54 – Mich. Pawlowitsch: Die ökonomische Entwicklung und die Agrarfrage in Persien im 20. Jahrhundert. 1921.
- Bd. 55 – Nikolai Leonidowitsch Meschtscherjakow: Das menschewistische Georgien. Anmerkungen zur Broschüre Kautskys über Georgien. 1921. 40 Seiten.
- Bd. 56/57 – Lenin: Die Politik der KPR. Referat auf dem 3. Kongress der Kommunistischen Internationale, Juni, Juli 1921. 1921. 53 Seiten.
- Bd. 58/59 – A. Chrjaschtschjew: Zur Charakteristik der russischen Bauernwirtschaft in der Kriegs- und Revolutionszeit. 1921. 48 Seiten.
- Bd. 60/61 – Alexandra Michailowna Kollontai: Die Arbeiterin und Bäuerin in Sowjet-Russland. 1921. 46 Seiten.
- Bd. 62/63 – Eugen Varga: Sozialismus und Kapitalismus in Sowjet-Russland. 1921. 44 Seiten.
- Bd. 64/65 – Grigori Jewsejewitsch Sinowjew: Von der bürgerlichen bis zur proletarischen Revolution. 1921. 44 Seiten.

### Verlag Carl Hoym Nachf. Louis Cahnbley
- Bd. 66/67 – Andrei Andrejewitsch Andrejew: Die russischen Gewerkschaften in den vier Jahren der proletarischen Revolution. 1922. 48 Seiten.
- Bd. 68/70 – Grigori Iwanowitsch Semjonow: Die Partei der Sozialrevolutionäre in den Jahren 1917–1918. Ihre Kampftätigkeit und militärische Aktionen. 1922. 85 Seiten.
- Bd. 71/73 – An den Pranger. Zum Prozess gegen die Sozialrevolutionäre. 1922. 142 Seiten.
- Bd. 74 – Lew Semjonowitsch Sosnowski: Das Werk Bogatyr. Der Kampf um die Arbeit. 1922. 47 Seiten.
- Bd. 75/76 – Karl Radek: Nach Genua und Haag. 1922. 72 Seiten.
- Bd. 77/79 – Grigori Jewsejewitsch Sinowjew: Über die anti-sowjetistischen Parteien und Strömungen. Referat auf der allrussischen Konferenz der KPR, Moskau, August 1922. 1922. 104 Seiten.
- Bd. 80/81 – Pēteris Stučka: Das Problem des Klassenrechts und der Klassenjustiz. 1922. 52 Seiten.
- Bd. 82/83 – Nikolai Iwanowitsch Bucharin: Proletarische Revolution und Kultur. Vortrag, gehalten am 3. Februar 1923. 1923. 82 Seiten.
Beigefügt: Valentin Tomarin: Die Wüste.
- Bd. 84/88 – Wladimir Alexandrowitsch Antonow-Owsejenko: Der Aufbau der Roten Armee in der Revolution. 1923. 133 Seiten.
- Bd. 89/92 – Ilja Pawlowitsch Trainin: Der Verband der sozialistischen Sowjetrepubliken. 1923. 204 Seiten.
Beigefügt: Wsewolod Wjatscheslawowitsch Iwanow: Partisanen. Eine Erzählung. Richard Conolly: Der Kampf in Irland.
- Bd. 93/97 – Sergei Iwanowitsch Gussew-Orenburgski: Die Lehren des Bürgerkrieges. 1923. 150 Seiten.